# 6-Monoacétylmorphine
La 6-monoacétylmorphine (6-MAM) ou 6-acétylmorphine (6-AM) est l'un des trois métabolites actifs de l'héroïne (diacétylmorphine), les autres étant la morphine et la 3-monoacétylmorphine (3-MAM) beaucoup moins active.
La 6-MAM est créée rapidement à partir de l'héroïne dans le corps, puis est soit métabolisée en morphine soit excrétée dans l'urine. Comme la 6-MAM est un métabolite unique de l'héroïne, sa présence dans l'urine confirme la consommation de l'héroïne. Ceci est important lors d'un test de drogue urinaire de dosage immunologique, le test teste généralement pour la morphine, qui est un métabolite d'un certain nombre d'opiacés/opioïdes légaux et illégaux comme la codéine, le sulfate de morphine et l'héroïne. Comme la 6-MAM ne reste pas plus de 24 heures dans l'urine[réf. nécessaire], un échantillon d'urine doit être recueilli peu après la dernière consommation d'héroïne, mais la présence de 6-MAM  garantit uniquement que l'héroïne a été en fait utilisée dans les dernières 24 heures. La 6-MAM se trouve naturellement dans le cerveau, mais en quantités si faibles que la détection de ce composé dans l'urine garantit pratiquement que de l'héroïne a été consommée récemment.
L'héroïne est rapidement métabolisée par les enzymes d'estérase dans le cerveau et a une demi-vie extrêmement courte. Elle a également une affinité relativement faible pour les récepteurs opioïdes μ - parce que le groupe 3-hydroxy, qui est essentiel pour la liaison effective au récepteur, est masqué par le groupe acétyle. Par conséquent, l'héroïne est simplement une prodrogue, qui sert de transporteur lipophile pour l'administration systémique de la morphine, qui se lie activement avec les récepteurs μ-opioïdes,.

## Présence dans l'héroïneblack tar(« goudron noir »)
La 6-MAM a déjà un groupe 3-hydroxy libre et partage la grande lipophilie de l'héroïne, elle pénètre dans le cerveau tout aussi rapidement et n'a pas besoin d'être désacétylée à la position 6 pour être bioactivée, ce qui rend la 6-monoacétylmorphine un peu plus puissante que l'héroïne, mais elle est rarement rencontrée comme une drogue illicite en raison de la difficulté d'acétylation sélective de la morphine à la position 6 sans acétylation à la position 3. Cependant, cela peut être accompli en utilisant de l'acide acétique avec un catalyseur approprié pour effectuer l'acétylation, à la place de l'anhydride acétique, parce que l'acide acétique n'est pas un agent d'acétylation assez fort pour acétyler le groupe 3-hydroxy phénolique, mais est capable d'acétyler le groupe 6-hydroxy, produisant ainsi de façon sélective de la 6-MAM plutôt que de l'héroïne. Le procédé utilisé dans la fabrication de l'héroïne black tar laisse de la 6-MAM dans le produit final, ce qui est l'une des raisons pour lesquelles de l'héroïne black tar, même si elle  est moins pure, peut être plus puissante que certaines variétés d'héroïne en poudre.